# Кокпектинский район
Кокпекти́нский район (каз. Көкпекті ауданы) — район в  Абайской области в Казахстане. Административный центр района — село Кокпекты.

## География
Район находится в центральной части территории области. На юге район граничит с Аксуатским районом, на западе — с Жарминским, на севере — с Уланским, на востоке — с Самарским и Курчумским районами.
Природно-климатические условия района разнообразны. Северную и западную часть района занимают горная и предгорная зона, более увлажненная в предгорной части, центральную часть занимает мелкосопочная зона с плоскими долинами между массивами мелкосопочника, наиболее засушливая часть района.
Юго-Восточная часть района примыкает к Зайсанской котловине. Климат Кокпектинского района резко континентальный, засушливый, с большими амплитудами колебания суточных и годовых температур, с неустойчивым увлажнением.
Горная северная часть Кокпектинского района характеризуется более мягким температурным режимом. Летом температура воздуха здесь несколько ниже, по сравнению с остальной температурой района. Зимой температурный фон несколько выше, о чем свидетельствует отсутствие погод чрезмерного охлаждения. Однако на данной территории длительное время (с октября по апрель) удерживается погода значительного охлаждения. В основном здесь отмечаются ветры горно-долинной циркуляции, по сравнению со всей территорией района эта часть района наиболее обеспечена осадками, а зимой здесь наибольшая высота снежного покрова.
Мелкосопочная часть характеризуется температурным режимом зимой (в течение 2-2,5 месяцев отмечаются погоды чрезмерного охлаждения, когда температура воздуха опускается до 35-40 градусов по Цельсию). Значительные скорости ветра в наличии снежного покрова здесь способствуют увеличению метелевой деятельности (до 30 дней за сезон).
Равнинная центральная часть района характеризуется наиболее дискомфортным температурным режимом в летний период, когда жаркая погода отмечается в течение всего лета и нередко в дневные часы температура воздуха превышает 35 градусов. Недостаточное количество осадков и развитая ветровая деятельность способствует возникновению здесь засух и суховеев, а юго-восток данной части района выделяется наиболее развитой пылеветровой деятельностью.
На юго-востоке района находится часть озера Зайсан. На востоке — Бухтарминское водохранилище на реке Иртыш, в которое впадают реки Кокпекты (притоки — Шегелек, Талды, Косагаш, Киндикти), Большая Буконь (притоки — Тасменке, Тентек, Малая Буконь, Жумба, Лайлы). На западе района реки Аксу, Курайлы, не доходя до озера Зайсан, высыхают в пустынной местности.
Почвы района суглинистые и солонцовые. Среди травянистых растений преобладает ковыль, среди кустарников и деревьев — карагана, черёмуха, боярышник, карагач, тополь, берёза. Обитают волк, заяц, барсук, бурый медведь, сурок; в водоёмах — щука, окунь, сазан и другие виды рыб.
Протяженность  автомобильных дорог местного значения составляет 752 км., дорог республиканского значения – 277 км.

## История
Кокпектинский район образован в 1930 году. Территория района занимает 14 575 кв.м. Центром района является село Кокпекты, основанное в 1930 году. На 1 января 2010 года население района составляло 37 400 человек. Этнический состав на этот же период представлен в следующем соотношении: казахов – 74,8%, русских – 20,3%, татар – 2%, немцев – 0,2%, узбеков – 0,1%, белорусов – 0,1%, других национальностей – 0,8%. В районе 18 сельских округов, 56 сельских населенных пунктов.
Указом Президиума Верховного Совета Казахской ССР от 16 октября 1939г.  Кокпектинский район передан из Восточно-Казахстанской области во вновь образованную Семипалатинскую область.
На 15 марта 1940 года в состав района входили сельсоветы: Большевистский, Больше-Буконьский, Подвиженский, Карагандыкульский, Кокпектинский, Куйбышевский, Петропавловский, Прохладный, Урнекский, Чикелекский, Чугульбаевский.
Указом Президиума Верховного Совета Казахской ССР от 27 июля 1944г. территория мясного совхоза «Ульгулималши» перечислена из Самарского района Восточно-Казахстанской области в состав Кокпектинского района.
Указом Президиума Верховного Совета Казахской ССР от 4 августа 1954г. Урнекский сельсовет  объединен с Куйбышевским сельсоветом в  Куйбышевский сельсовет с центром в с.Преображенка.
Указом Президиума Верховного Совета Казахской ССР от 8 октября 1957г. Карагандыкульский сельсовет объединен с Большевистским сельсоветом в один Большевистский сельсовет; Угульбаевский сельсовет объединен с Ульгулималшинским сельсоветом в Ульгулималшинский сельсовет.
 Решением Семипалатинского облисполкома от 24 августа 1962 года  Воздвиженский сельсовет  объединен с Куйбышевским сельсоветом в один Куйбышевский сельсовет.
Указом Президиума Верховного Совета Казахской ССР от 2 января 1963 года образован Кокпектинский сельский район. В его состав вошли Больше-Буконьский, Большевистский, Кокпектинский, Куйбышевский, Петропавловский, Прохладненский, Ульгулималшинский, Чигилекский сельсоветы, а также сельсоветы, переданные из упраздненного Аксуатского района - Акжайляуский, Аксуатский, Ерназаровский, Кокжиренский, Кзылкесекский, Кумкольский, Ойчиликский.
Указом Президиума Верховного Совета Казахской ССР от 31 декабря 1964 года во вновь образованный Аксуатский район  переданы из состава Кокпектинского района Акжайляуский, Аксуатский, Ерназаровский, Кокжиренский, Кзылкесекский, Кумкольский, Ойчиликский сельсоветы.
Решением Семипалатинского облисполкома от 28 февраля 1966 года Чигелекский сельсовет переименован в Узунбулакский сельсовет.
Указом Президиума Верховного Совета Казахской ССР от 28 июня 1967 года  Карагандыкульский сельсовет переименован в Карагандыкольский с центром в с.Карагандыколь.
Указом Президиума Верховного Совета Казахской ССР от 12 августа 1976 года образован Теректинский сельсовет с центром в с.Теректы.
Указом Президиума Верховного Совета Казахской ССР от 24 августа 1981 года образован Чугульбаевский сельсовет с центром в с.Чугульбай.
Указом Президента Республики Казахстан от 8 декабря 1993 года в районе произошел переход от административно-территориальной системы сельских советов и администраций к системе сельских округов.
Постановлением Главы Семипалатинской областной администрации от 6 апреля 1994 года  Большевистский сельсовет переименован в Тассайскую сельскую администрацию с центром в с.Тассай;  Прохладненский сельсовет - в Кок-Жайыкскую сельскую администрацию.
Постановлением от Главы Семипалатинской администрации от 13 апреля 1994 года Большеулкенский  сельсовет переименован в Улкенбоконскую сельскую администрацию.
Решением Акима Семипалатинской области и областного маслихата от 27 августа 1996 года упразднены Узунбулакский и Чугульбаевский сельские округа.
На 1 сентября 1996г. в состав района входили сельские округа: Кокпектинский, Кок-Жайыкский, Куйбышевский, Карагандыкольский, Бигашский, Тассайский, Теректинский, Ульгулималшинский, Улкенбокенский.
Указом Президента Республики Казахстан от 3 мая 1997г. упразднена Семипалатинская область, Кокпектинский район вошел в состав Восточно-Казахстанской области.
Постановлением Правительства Республики Казахстан от 23 мая 1997г. в состав Кокпектинского района вошла территория упраздненного Самарского района Восточно-Казахстанской области.
8 июня 2022 года Кокпектинский район вошёл в состав новообразованной Абайской области.

## Население
Национальный состав (на начало 2023 года):
- казахи — 11 487 чел. (84,23 %)
- русские — 1 309 чел. (9,60 %)
- татары — 352 чел. (2,58 %)
- немцы — 310 чел. (2,27 %)
- болгары — 35 чел. (0,26 %)
- узбеки — 15 чел. (0,11 %)
- украинцы — 31 чел. (0,23 %)
- белорусы — 20 чел. (0,15 %)
- другие — 78 чел. (0,57 %)
- Всего — 13 637 чел. (100,00 %)

## Административно-территориальное деление
Кокпектинский район делится на 9 сельских округов, в которых находится 28 сельских населённых пунктов:
| Сельский округ                           | Населённые пункты                                                      |
| Бигашский сельский округ                 | село Бигаш, село Егинбулак                                             |
| Сельский округ имени Койгельды Аухадиева | село Преображенка, село Укиликыз, село Черноярка                       |
| Кокжайыкский сельский округ              | село Кокжайык, село Карагандыколь, село Карамойыл, село Акой           |
| Кокпектинский сельский округ             | село Кокпекты, село Шариптогай, село Ажа, село Узунбулак, село Толагай |
| Тассайский сельский округ                | село Тассай, село Ушкумей, село Аксу, село Кайнар                      |
| Теректинский сельский округ              | село Теректы                                                           |
| Улкен Букенский сельский округ           | село Улкен Бокен, село Жалсары, село Актас                             |
| Ульгулималшинский сельский округ         | село Ульгули-Малши, село Мамай, село Сулеймен, село Нура               |
| Шугылбайский сельский округ              | село Шугылбай, село Мелитополь                                         |